# Коротич, Александр Владимирович
Алекса́ндр Влади́мирович Коро́тич (11 мая 1960, Свердловск) — советский и российский художник, дизайнер, писатель и педагог. Ведущий дизайнер Первого канала, арт-директор проекта «Жужа. Ежедневная сказка для детей».

## Биография
Родился в семье служащих. Отец — Коротич Владимир Иванович, профессор кафедры металлургии Уральского политехнического института. Мать — Коротич Маргарита Васильевна, переводчик с английского языка, педагог.

### Образование и начало педагогической деятельности на Урале
В 1977 году после окончания средней школы № 36 Александр Коротич поступил в Свердловский архитектурный институт (ныне – Уральский государственный архитектурно-художественный университет), который окончил с отличием в 1984 году. 
После окончания САИ он преподаёт проектирование на кафедре Промышленной архитектуры родного вуза, а в 1986 году поступает в очную аспирантуру Московского архитектурного института МАРХИ на специальность «Теория и история архитектуры». В 1989 году он защищает кандидатскую диссертацию «Тема функции в архитектуре». После защиты А. Коротич возвращается в Свердловский архитектурный институт на кафедру Рисунка, где получает учёное звание доцента. Графическое творчество и сотрудничество с издательствами подтолкнуло его в 1995 году к идее создания в стенах института отделения «Дизайн книги», которым он руководил вплоть до переезда в Москву. Выпускниками отделения стали Константин Комардин – известный художник комиксов, Татьяна Кубенская – основательница издательства «Татлин» и другие талантливые дизайнеры и художники.

### Художественная иллюстрация и дизайн
В студенческие годы происходит становление А. Коротича как самобытного художника-графика. Наиболее значимой для него работой в 1980-х гг. явился цикл иллюстраций к трилогии Д. Р. Р. Толкиена «Властелин Колец», который в 1990 году был отмечен дипломом Всероссийского конкурса произведений для детей. В это время он начинает сотрудничество с издательством «Радуга» в качестве внештатного художника-иллюстратора. В дальнейшем ему посчастливилось иллюстрировать таких выдающихся авторов как А. Кристи, Ф. Дюрренматт, Р. Хайнлайн, Л. Ф. Баум, П. Гэллико, С. Лем, Я. Корчак, К. С. Льюис и других.
В то же время А. Коротич плодотворно работает как дизайнер корпоративной айдентики. В его портфолио – десятки успешных проектов фирменного стиля российских и международных компаний. Наиболее известным из них является фирменный стиль для страховой компании «Росгосстрах», выполненный в соавторстве с Б. Мирошиным. 

### Рок-графика
В 1981 году после проведения первого на Урале фестиваля рок-музыки у А. Коротича устанавливаются дружеские отношения с членами лучших музыкальных групп Свердловска и, в частности, с поэтом Ильёй Кормильцевым. Результатом осмысления этой темы становится серия графических иллюстраций по мотивам песен группы Трек и создание уникального дизайна магнитоальбомов группы Урфин Джюс. 
В 1992 году Вячеслав Бутусов, друг Александра по студенческим временам, предлагает ему принять участие в оформлении альбома «Чужая земля» группы Nautilus Pompilius. За последующие годы им было оформлено несколько десятков виниловых грампластинок и компакт-дисков различных музыкантов, в их числе: Глеб Самойлов, Чайф, Настя, Deadушки, Ассоциация, Ю-Питер, Amaria, Александр Зарецкий и другие. Итогом его многолетней творческой деятельности в этом направлении стала иллюстрированная монография "С роком сорок лет" о дизайне альбомов в истории российского рока.  
В 2010-х гг. Александр открывает благотворительную миссию "360°", по безвозмездному оформлению новых музыкальных альбомов и переизданию архивов свердловского рока. 
В 2022 году в сотрудничестве с лейблом «Отделение Выход» впервые в оригинальном авторском дизайне выпущены на виниле ремастерированные альбомы группы Nautilus Pompilius «Подъём», «Титаник» и «Яблокитай». 
Итогом его многолетней творческой деятельности в этом направлении стала иллюстрированная монография «С роком сорок лет» о дизайне альбомов в истории российского рока.  

### Телевизионный дизайн и видеографика
Весной 1998 года Александр Коротич получает приглашение на работу от Семёна Левина, руководителя компании НТВ-Дизайн. В качестве одного из ведущих дизайнеров, он разрабатывает новую концепцию оформления телеканала НТВ, которая в 1999 году была удостоена Национальной премии ТЭФИ в номинации «Телевизионный дизайн».  С 2008 года А. Коротич работает ведущим дизайнером отдела «ОРТ-дизайн» телекомпании Первый канал.
За два десятилетия Александр Коротич создал фирменный стиль и дизайн более десятка центральных, региональных и международных телеканалов. Его работа заслужила одобрение телезрителей и высокую оценку экспертов, о чём свидетельствуют награды престижных конкурсов — «Лазурная звезда», за телеканал АТН (Екатеринбург); «OMNI Awards» за оформление телеканала РТР и телесети RTVI. Кроме того А. Коротич создал дизайн начальных титров к десяткам популярных многосерийных фильмов и телесериалов, таких как «Конвой PQ-17», «Штрафбат», «Дети Арбата» и многих других. 
В 2008 году он разрабатывает архитектурно-планировочную концепцию фантастического города для фильма Ф. Бондарчука «Обитаемый остров» по одноименному роману А. и Б. Стругацких. 
А. Коротич является художником постановщиком большой серии сценических видеоклипов, сопровождающих концертные выступления Вячеслава Бутусова.

### Литературная деятельность
С 2004 года Александр Коротич начинает работу над собственным литературно-художественным проектом «Жужа» — сказочным сериалом для дошкольников, где он впервые выступает в роли автора прозаических и стихотворных текстов. В 2007 году он приглашает к сотрудничеству Константина Преображенского, с приходом которого проект становится мультимедийным. Кроме книг в серии «Жужа» были выпущены музыкальные аудиоспектакли, композитором и звукорежиссером которых выступил Тимур Милоянин. В записи песен к аудиосказкам приняли участие такие артисты, как Гарик Сукачёв, Вячеслав Бутусов, Евгений Маргулис, Владимир Матецкий, группа Чайф, Марина Казанкова, Настя Полева, Леонсия Эрденко, Алексей Могилевский, Сергей Галанин и Олег Нестеров, Саша Самойленко и Галина Босая. Все они с успехом транслировались на «Детском радио», «Радио России» и «Голосе России». В 2012 году Федеральное агентство по печати и массовым коммуникациям наградило электронную версию сказки «Жужа» Национальной премией "Книга года", а в 2018 году Российский союз писателей присуждает Александру Коротичу звание «Поэт года» в номинации «Детская литература».
Романтика уральских горнозаводских легенд вдохновляет Александра Коротича на создание собственного квазиисторического эпоса «Сказания о Гора-Рыбе», который стал первой книгой, созданной с использованием самиздатовского интернет-сервиса «Ridero». 
Поэзия Александра Коротича вдохновила Александра Самойленко, лидера группы TOMAS-band, на создание таких песен, как «Аватар», «Фредди Крюгер» и «Глобальное потепление».

### Педагогическая деятельность в Москве
В 2006 году по приглашению МАРХИ Алекандр Коротич занимает должность профессора кафедры Основ архитектурного проектирования. Здесь он начинает читать курс авторских лекций «Смысл формы», направленных на развитие творческих способностей студентов. Со временем к нему присоединяется академик Международной академии архитектуры Андрей Чернихов. 
Продолжение работы над лекционным курсом последовало в 2017 году, когда А. Коротич начинает вести уроки для учащихся архитектурного профиля студии «ФА-САД» школы №1298 «Профиль Куркино». В школе он внедряет серию развивающих композиционных упражнений «Аудио-визуальные опыты», основанных на графической интерпретации музыкальных произведений. 
Вместе с коллегами из «ФА-САДа» четырежды в год он проводит образовательные интенсивы архитектурного направления для талантливых детей Свердловской области в загородном образовательном центре «Таватуй» фонда «Золотое сечение».
Так постепенно сформировалась авторская образовательная программа «Креативный класс Александра Коротича». Курсы А. Коротича пользуются неизменным спросом у широкой аудитории, интересующейся культурой, творчеством и образованием. В частности, их слушателями были участники всероссийских образовательных интенсивов «Остров 1022» и «Архипелаг 2022», участники международного архитектурно-строительного форума «Казаныш», молодые журналисты на Екатеринбургском фестивале «Тайм-код», студенты РУДН, МФТИ, ВятГУ, КГАСУ, УралГАХУ, учащиеся художественных и общеобразовательных школ, посетители московской «Точки кипения» и Екатеринбургского музея изобразительных искусств.

## Оформление музыкальных релизов
- «Урфин Джюс» альбом «Путешествие»
- «Nautilus Pompilius»
- «Агата Кристи»
- «Чайф»
- «Настя»
- Вячеслав Бутусов и «Ю-Питер» «Цветы и тернии»
- «Жужа и пуговка-непоседа» CD
- «Жужа. Колыбельная для бабочки» CD
- «Жужа. Приятного аппетита» CD
- «Жужа. Путешествие драндулёта» CD
- «Жужа. Свет звезды» CD
- «Жужа. Песни и пляски» виниловая пластинка и CD

## Награды
- 1999 год Лауреат Национальной премии ТЭФИ в номинации «Телевизионный дизайн» за новую концепцию оформления телеканала НТВ.
- «Лазурная звезда» за телеканал АТН (Екатеринбург),
- «OMNI Awards» за оформление телеканала РТР и телесети RTVI.
- 2008—2009 году сайт Жужа.ру стал дипломантом Премии Рунета и лауреатом премии «Позитивный контент» — 2009
- 2010 проект «Жужа» стал Лауреатом первого Всероссийского фестиваля медиапроектов для детей и юношества «Мир Бибигона — 2010», проходящего под эгидой ВГТРК.
- 2011 Радиоспектакль «Жужа. Путешествие драндулёта» вошёл в тройку номинантов на Национальную премию «Радиомания-2011» в номинации «Детская радиопрограмма».
- 2011 Сайт www.juja.ru «Жужа: ежедневная сказка для детей» стал лауреатом конкурса сайтов «Позитивный контент — 2011» в спецноминации «Лучший детский сайт».
- 2012 Лауреат конкурса «Инновационная игрушка 2012» в Номинации «Игра/Игрушка с использованием высоких и новых технологий» за Приложение «Жужа» для iPad и iPhone. (в рамках выставки «Детство/Toys & Kids Russia 2012» в Москве)
- 2012 Детский мультимедийный проект «Жужа» — Лауреат Национального конкурса «Книга года — 2012» в номинации «Электронная книга» (www.pro-books.ru/news/4/10123)
- 2017 г. – лауреат национальной литературной премии «Поэт года» Российского союза писателей в номинации «Детская литература»